# Freedb

freedb — база данных треклистов компакт-дисков, всё содержимое которой опубликовано под лицензией GNU. Основана на ныне коммерческой CDDB. По данным на 5 сентября 2006 года, база данных содержит информацию о 2 065 767 компакт-дисках. Чтобы посмотреть информацию через Интернет, программа-клиент высчитывает уникальный идентификатор диска (disc ID) и затем опрашивает базу данных. Если диск присутствует в базе, клиент может принять и отобразить исполнителя, название альбома, трек-лист и дополнительную информацию.
1 июля 2006 года два главных разработчика freedb поссорились. Это вызвало беспокойство общественности насчёт дальнейшей судьбы проекта, и 7 июля было объявлено, что планируется, скорее всего, перенести базу freedb на новое место, чтобы она продолжала свою обычную работу.
В декабре 2019 года стало известно, что проект будет закрыт 31 марта 2020 года.

## Причины появления freedb
Первый вариант программы CDDB был выпущен под лицензией GNU General Public License и множество энтузиастов участвовали в заполнении базы данных о компакт-дисках, предполагая, что сервис останется свободным. Однако позже условия лицензии изменились: если в программе предполагалась работа с CDDB, автор не имел право включать в программу возможность использования других CDDB-подобных сервисов. Помимо этого, программа должна была отображать логотип CDDB во время работы с базой. Многих программистов такой поворот событий не устроил.
В марте 2001 года CDDB (которой владела Gracenote) запретила доступ всем нелицензированным приложениям. Лицензию CDDB1 упразднили. Таким образом, Gracenote изъявила желание принудительно перевести всех разработчиков на CDDB2 (новую версию, несовместимую с CDDB1).
Изменение лицензии обусловило рождение проекта freedb, который стремился оставаться свободным как на словах, так и на деле.
MusicBrainz стал ещё одним проектом, порождённым сменой лицензии.
freedb в основном используется медиаплеерами, каталогерами, аудио-теггерами и CD-риперами. С 6-й версии протокола, в freedb ввели поддержку кодировки UTF-8 и возврат информации в ней.